# سعد الدين إبراهيم
سعد الدين إبراهيم (3 ديسمبر 1938 - 29 سبتمبر 2023)، أستاذ علم الاجتماع السياسي في الجامعة الأمريكية بالقاهرة ومدير مركز ابن خلدون للدراسات الإنمائية. ولد في قرية بدين مركز المنصورة في دلتا مصر. يعتبر من أقوى الدعاة إلى الديموقراطية في العالم العربي - ويعتقد أن «الدكتاتورية هي سبب ضعف الأمة العربية وسبب خسارتها للحروب التي تخوضها». وهو عضو مجلس أمناء عدة مؤسسات حقوق الإنسان مثل، المؤسسة العربية للديمقراطية، والمشروع للديمقراطية في الشرق الأوسط.

## مسيرته
يعتبر سعد الدين إبراهيم مؤسسا من مؤسسي الحركة المصرية الحديثة للمجتمع المدني، وقد بدأ هذا الدور عندما كان قائدا طلاب في جامعة القاهرة، ويبني مسيرته الأكاديمية على تطوير وتقدم حقوق الإنسان والمجتمع المدني. وفي دوره الأكاديمي قد تناول أبرز القضايا التي يواجهها المجتمع المدني المصري، مثل دور الإخوان المسلمين في السياسة المصرية، وحقوق الأقلية المصرية، خصوصا حقوق الأقباط.
ومنذ بداية الألفينيات واجه د. إبراهيم معارضة الحكومة المصرية وخصوصا سلطة الرئيس حسني مبارك، التي أشار إليها ك «الجملكية.» واعتُقل سعد الدين إبراهيم بتهم تلقي أموال من الخارج وكان المستشار عادل عبد السلام جمعة هو المسؤول عن الحكم. حكم عليه بالسجن لمدة سبع سنوات بتهمة «الإساءة لصورة مصر» و«الحصول على أموال من جهات أجنبية دون إذن حكومي»، بعد ذلك دعت منظمة العفو الدولية - آمنستي إنترناشونال - الحكومة المصرية إلى إطلاق سراحه.
في أغسطس 2000 وجهت النيابة المصرية تهمة التجسس لحساب الولايات المتحدة الأمريكية. الاتهام وصل عقوبته إلى الحكم بالسجن لمدة 25 عاما مع الأعمال الشاقة.
ثم برأته محكمة النقض المصرية من كل ما نسب إليه من تهم في حكم انتقد السلطة التنفذية في مصر وأحد أهم أحكام محكمة النقض المصرية في مجال الدفاع عن حقوق الإنسان.

## وفاته
توفي يوم الجمعة 29 سبتمبر 2023 عن عمر ناهز الرابعة والثمانين.

## مواقع خارجية
- بي بي سي العربية: العفو الدولية تطالب بالإفراج عن سعد الدين إبراهيم، 01/06/20